# Upjers
Upjers (właściwie Upjers GmbH, dawniej UpSim GmbH & Co KG) – niemiecka firma zajmująca się tworzeniem i rozpowszechnianiem gier komputerowych przez przeglądarkę internetową.

## Historia
Przedsiębiorstwo Upjers zostało założone w lecie 2006 roku przez Klausa Schmitta, który obecnie jest jego CEO (stan: maj 2014). Jeszcze przed założeniem firmy Schmitt pod nickiem "nasenprinz funworx" rozwijał w swoim wolnym czasie gry przeglądarkowe takie jak kapitalism, Rumble Race, Xenyoo, a później również Kapiland. W styczniu 2009 roku firma przeprowadziła się do nowych pomieszczeń biurowych w Bambergu, aby zapewnić miejsce dla stale rosnącej liczby pracowników.
Ponad 70 milionów graczy na całym świecie korzysta z bogatej palety serwisów online Upjers – dzisiaj jest to ponad 30 gier online. Portfolio firmy zawiera między innymi gry strategiczne, przygodowe i budowlane, w których centralną rolę odgrywa aspekt socjalny. Darmowe gry przeglądarkowe Upjers dostępne są w 26 wersjach językowych. Gry Upjers zasadniczo różnią się od projektów konkurencyjnych firm, ponieważ nie chodzi w nich o prowadzenie wojen z innymi graczami, lecz o pokojową koegzystencję i współpracę w celu osiągania obopólnych korzyści w ramach przedsiębiorstw, gildii lub organizacji. Gry Upjers otrzymały między innymi następujące nagrody: „Gra przeglądarkowa roku“ i „MMO Of The Year“, potwierdzające wysoką jakość oferowanych produktów. Obecnie Upjers zajmuje się oprócz produkcji również publikacją gier przeglądarkowych.

## Upjers Polska
Od 2008 roku Upjers lokalizuje swoje gry również na język polski. Pierwszą produkcją opublikowaną po polsku była gra Rumble Race wydana w 2008 roku będąca symulacją wyścigów samochodowych. Kolejne tytuły to między innymi popularna gra Zielone Imperium wydana w pierwszej połowie 2009 roku, a następnie Wolni Farmerzy w grudniu 2009 roku. Aktualnie Upjers obsługuje 18 gier w języku polskim należących do różnych gatunków (gry strategiczne, budowy, RPG, symulacyjne itd.).

## Gry
- Czerwiec 2016: Aplikacja My Free Circus
- Październik 2015: Wauies the pet shop game[3]
- Sierpień 2015: My Free Zoo Mobile
- Maj 2015: My Free Farm 2 mobile
- Marzec 2015: Monkey Bay
- Marzec 2015: Harbor World
- Luty 2015: My Sunny Resort[4]
- Luty 2015: Ghosty Manor
- Styczeń 2015: Chocowoods
- Listopad 2014: Dunking Legends (Offline)
- Listopad 2014: Battle of Beasts[5]
- Maj 2014: Heroes vs. Undead (Offline)
- Marzec 2014: Undermaster[6]
- Luty 2014: Uptasia[7]
- Listopad 2013: Future Torpia[8]
- Lipiec 2013: My Little Farmies[9]
- Lipiec 2013: Jumpshot Legends[10]
- Lipiec 2013: Brave Little Beasties[11]
- Lipiec 2013: My Cafe Katzenberger[12]
- Czerwiec 2013: Arcard MallGame[13] (Offline)
- Maj 2013: UpjersQuiz[14] (Offline)
- Kwiecień 2013: Floristikus[15] (Offline)
- Marzec 2013: Kapifari[16]
- Luty 2013: My Free Pirate[17] (Offline)
- Styczeń 2013: My Fantastic Park[18]
- Grudzień 2012: KapiFarm[19]
- Listopad 2011: Kapi Hospital[20]
- Wrzesień 2012: DracoGame[21]
- Styczeń 2012: Garbage Garage[22]
- Maj 2012: Secret Relict[23]
- Luty 2012: My Free Zoo[24]
- Październik 2011: Upologus[25]
- Czerwiec 2011: Free Aqua Zoo[26]
- Kwiecień 2011: Koyotl[27]
- Kwiecień 2011: Funny Pizza[28]
- Luty 2011: Cubicos Tale[29] (Offline)
- Grudzień 2010:Wolni Farmerzy[30]
- Styczeń 2010: Freaksoccer (Offline)
- Czerwiec 2010: 11 Legends[31]
- Maj 2010: UPChamps (Offline)
- Torpia (Offline)
- Nov 2010: Kapiworld[32]
- Maj 2010: Kapi Hospital[33]
- KapiBados/ Zagubiona Wyspa (Offline)
- Październik 2009: My Free Farm/Wolni Farmerzy
- Rumble Race Downtown (Offline)
- Xenyoo DW (Offline)
- UpDinner (Offline)
- Wauies (Offline)
- Luty 2008: Zielone Imperium
- Caribic Islands (Offline)
- Kapi Regnum
- Kapiland
- Xenyoo (Offline)
- Rumblerace (Offline)
- Czerwiec 2003: Kapitalism 2 (Offline)
- Kapitalism (Offline)